# Anläggningslagen
Anläggningslagen (1973:1149) reglerar bestämmelser som rör gemensamhetsanläggningar. Bland annat anges villkor för att en gemensamhetsanläggning skall kunna inrättas. Dessa villkor är:
- Väsentlighetsvillkoret (5 §) - anläggningen måste vara av väsentlig betydelse för de deltagande fastigheterna
- Båtnadsvillkoret (6 §) - fördelarna (vinst och nytta) med anläggningen måste överstiga nackdelarna (kostnad och olägenheter)
- Opinionsvillkoret (7 §) - anläggningen får inte inrättas om fastighetsägarna eller andra berörda motsätter sig den och har beaktansvärda skäl för detta
- Lokaliseringsvillkoret (8 §) - anläggningen skall lokaliseras så att minsta möjliga intrång uppkommer utan oskälig kostnad.

Dessa villkor känns igen från fastighetsbildningslagen och ledningsrättslagen. Anmärkningsvärt är dock att båtnadsvillkoret är tvingande i anläggningslagen medan det är dispositivt i fastighetsbildningslagen och ledningsrättslagen. Detta har att göra med att panträttshavarna i de deltagande fastigheterna inte skall påverkas negativt när en gemensamhetsanläggning skapas.